# Kim Novak badade aldrig i Genesarets sjö (film)
Kim Novak badade aldrig i Genesarets sjö är en svensk långfilm som hade biopremiär i Sverige den 23 september 2005, i regi av Martin Asphaug.

## Handling
En sommar i Närke i början av 1960-talet. 14-årige Erik Wassmans mamma ligger för döden i cancer och pappan ordnar så att Erik och kompisen Edmund får hålla till ute på sommarstället Genesaret, övervakade av Eriks 22-årige storebror Henry som skall skriva en bok. Under sommaren träffar Henry Ewa Kaludis, som har varit lärarvikarie i Eriks skola. En kväll kommer en blåslagen Ewa till Genesaret, misshandlad av fästmannen Berra Albertsson. Några dagar senare hittas Berra mördad på en parkeringsplats i närheten.

## Om filmen
Filmen bygger på Håkan Nessers roman Kim Novak badade aldrig i Genesarets sjö, men handlingen är inte identisk med bokens.

## Skådespelare
- Anton Lundqvist - Erik Wassman
- Jesper Adefelt - Edmund Wester
- Jonas Karlsson - Henry Wassman
- Helena af Sandeberg - Ewa Kaludis
- Johan H:son Kjellgren - Erik Wassman, vuxen
- Anders Ahlbom Rosendahl - Kommissarie Verner Lindström
- Anders Berg - Berra Albertsson
- Donald Högberg - Filip Wassman, Eriks pappa
- Chatarina Larsson - Ellen Wassman, Eriks mamma
- Leif Andrée - Albin Wester, Edmunds pappa
- Cecilia Nilsson - Signe Wester, Edmunds mamma
- Måns Nathanaelson - Rogga Lundberg
- Emil Johnsen - Snedtrut
- Josefine Strandberg - Britt Laxman
- Pär Luttropp - Brylle
- Peter Nilsson - Mulle
- Torsten Edman - Edmund Wester, vuxen